# Maja Tvrdy
Maja Tvrdy (ur. 20 listopada 1982 w Lublanie, Słowenia) – słoweńska badmintonistka. Uczestniczka igrzysk w Pekinie, oraz w Londynie.